# Lepturges spitzi
Lepturges spitzi là một loài bọ cánh cứng trong họ Cerambycidae.